# Битва за Фаллуджу (2004, апрель)
Первая битва за Фаллуджу — сражение между подразделениями Корпуса морской пехоты США и иракскими партизанами за контроль над городом Фаллуджа, произошедшее в апреле 2004 года во время американской оккупации Ирака.

## Предпосылки
После завершения основной фазы боевых действий в Ираке (апрель 2003 года) район Фаллуджи, расположенной западнее Багдада, перешёл под контроль 82-й воздушно-десантной дивизии США под командованием генерал-лейтенанта Сикорского.
В конце апреля 2003 года американские войска дважды открывали огонь по демонстрациям горожан, убив около 20 человек. 29 апреля 2003 года было убито не менее 10 иракцев. Спустя сутки инцидент повторился. 18 сентября 2003 года американцы расстреляли свадебный кортеж. Эти инциденты привели к тому, что Фаллуджа начала превращаться в оплот набирающего силу суннитского партизанского движения. Уже в июне американские войска в Фаллудже запросили у командования подкрепление для того, чтобы подавить нарастающее сопротивление
В начале 2004 года операции партизан в районе Фаллуджи стали более агрессивными. На этом фоне в марте 2004 года в рамках плановой ротации западная часть Ирака была передана под контроль 1-го экспедиционного соединения морской пехоты. Ситуация в городе оставалась неустойчивой.

## Нападение на «Блэкуотер»
31 марта в центре Фаллуджи в засаду попали машины американских наёмников из частной фирмы «Блэкуотер». Четверо из них были убиты, их тела пронесены через город и повешены на городском мосту. Всё это снималось на видеокамеру. Кадры произошедшего сразу же появились в эфире мировых телеканалов, шокировав общественность США и став наглядным доказательством того, что Фаллуджа не контролируется американскими войсками.

## Штурм
Американская операция по реоккупации Фаллуджи получила название «Бдительная решимость» (англ. Vigilant Resolve). Решение о начале операции принимали Дональд Рамсфелд, генерал Абизаид и глава оккупационной администрации Пол Бремер.
Штурм города начался 5 апреля 2004 года. Предварительно город был блокирован американскими войсками со всех сторон. Поводом для штурма была названа поимка злоумышленников, расправившихся с наёмниками из «Блэкуотер». В начале боёв американцам противостояло 500 моджахедов. С американской стороны в боях участвовало два батальона общей численностью в 1000 человек (подполковников Бирна и Олсона) и одна танковая рота. Американцы также мобилизовали два батальона коллаборационистов, которые, однако, никак себя не проявили ввиду низкого морального духа.
Симпатии местного населения (200 000 человек) были всецело на стороне моджахедов. Местные духовные и городские лидеры (шейх Абдулла аль-Янаби) призвали народ к сопротивлению оккупантам.
6 апреля в город выдвинулся разведывательный взвод американцев, который вскоре был обстрелян и блокирован. В бой вовлеклись танки М1А1 «Абрамс». Продвижение американцев осложнялось ожесточённым сопротивлением защитников Фаллуджи и баррикадами на улицах города. Ночью 7 апреля американская авиация предприняла бомбардировку Фаллуджи в местах продвижения своих наземных подразделений. Также в этот день американская авиация уничтожила мечеть Абдель-Азиз аль-Самари, где погибло 40 человек. Группировка американцев была усилена ещё двумя батальонами. Ещё три батальона обеспечивали блокаду города. Штурмовая группировка насчитывала 6000 солдат (по другим данным, 2200 солдат). Однако этих сил явно не хватало. Оккупационные войска были рассредоточены ввиду начавшегося шиитского восстания.
В результате ожесточённых боев к 9 апреля американцы потеряли убитыми до 30 своих солдат. К этому времени морская пехота контролировала не более 15 % города (по другим данным — 25 % города).
Число погибших иракцев (главным образом мирных жителей, страдавших от авианалётов) достигло 280. Отсутствие электричества, водопровода и своевременной медицинской помощи поставило город на грань гуманитарной катастрофы, которая объединила как суннитов, так и шиитов. Благодаря гуманитарной делегации и журналистам Аль-Джазиры информация о ситуации в городе стала достоянием гласности, и мировая общественность начала оказывать давление на американское руководство. Премьер-министр Великобритании Тони Блэр лично попросил президента США Буша остановить штурм Фаллуджи.
После 9 апреля активные боевые действия завершились, однако в городе продолжались спорадические перестрелки. 28 апреля американцы последний раз подвергли город артиллерийскому обстрелу.

## Перемирие
28 апреля американское командование заключило со старейшинами Фаллуджи договор об урегулировании ситуации. Договор предусматривал отвод сил США из города и формирование иракской бригады (1100 человек) для контроля над городом и предотвращения проникновения в него наиболее активных повстанцев. Бригада была вооружена американским оружием, командовал ей иракский генерал.
30 апреля войска США начали отход из Фаллуджи.

## Тактика американцев
В ходе штурма широко применялись самолёты огневой поддержки войск AC-130.
Значительную роль в американских войсках играли снайперы. Подразделения психологических операций проигрывали музыку группы Metallica, чтобы заставить обороняющихся покинуть свои позиции.

## Силы американцев
- 1-я дивизия морской пехоты (генерал-майор Джеймс Мэттис)
  - Полковая боевая группа № 1 (RCT-1) (полковник Джон Тулан (John Toolan))
    - 1-й батальон 5-го полка морской пехоты (1st Battalion, 5th Marines (1/5)) (подполковник Бреннен Т. Бирн),
    - 2-й батальон 1-го полка морской пехоты (2nd Battalion, 1st Marines (2/1)) (подполковник Грегг П. Олсон),
    - 3-й батальон 4-го полка морской пехоты (3rd Battalion, 4th Marines (3/4)) (подполковник Брайан Маккой) (придан 7 апреля)
    - рота С 1-го танкового батальона (придана повзводно штурмовавшим батальонам)
    - амфибийно-штурмовая рота (assault amphibian company),

  - 1-й разведывательный батальон (1st Reconnaissance Battalion) (блокировали город)
  - рота D 1-го механизированного разведывательного батальона (блокировали город)
  - 1-й дивизион 11-го артиллерийского полка морской пехоты (1st Battalion 11th Marines (1/11))
  - 74-й морской мобильный строительный батальон (Naval Mobile Construction Battalion 74)[16]

## Последствия
На момент своего проведения первый штурм Фаллуджи был крупнейшей военной операцией в Ираке после свержения режима Саддама Хусейна. По итогам боевых действий город остался под контролем партизанских формирований. В ходе штурма погибло по крайней мере 700 иракцев (из жителей города). В городе имелись значительные разрушения.
Боевики настаивают, что их потери составляют 12 человек, и утверждают о гибели 240 американцев.
С мая по сентябрь 2004 года ситуация в районе Фаллуджи оставалась достаточно спокойной, хотя имел место ряд вооружённых столкновений между силами США и партизанами. В то же время, эксперимент с Фаллуджийской бригадой оказался неудачным: бригада практически развалилась, а поставленное ей американское оружие попало в руки повстанцев. Осенью в рамках кампании по восстановлению контроля над районами, потерянными во время шиитского восстания, американское командование выдвинуло ультиматум горожанам о выдаче известного террориста Абу Мусаба аз-Заркави, якобы скрывавшегося в городе. После провала переговоров со старейшинами морская пехота США, учтя предыдущий опыт и проведя соответствующее планирование, 8 ноября 2004 года начался второй штурм Фаллуджи, оказавшийся ещё более кровопролитным, чем первый.